# Gordon Van Wylen
Gordon John Van Wylen (Grant, Míchigan; 6 de febrero de 1920 - Holland, Míchigan; 5 de noviembre de 2020) fue un físico y autor de libros de texto sobre termodinámica estadounidense.

## Biografía
Nació en Grant, Míchigan. Sirvió en la Armada de los Estados Unidos durante la Segunda Guerra Mundial. 
Fue presidente del departamento de física de la Universidad de Míchigan entre 1969 y 1972 y presidente de Hope College en Holland, Míchigan entre 1972 y 1987. Cumplió 100 años en febrero de 2020.

## Fallecimiento
Falleció el 5 de noviembre de 2020 por complicaciones causadas por el COVID-19.

## Comentario "Creador"
Recibió reconocimiento por mencionar a "un Creador" en su resumen de la segunda ley de la termodinámica. “Un último punto a destacar es que la segunda ley de la termodinámica y el principio de aumento de la entropía tienen grandes implicaciones filosóficas. La pregunta que surge es ¿cómo llegó el universo al estado de entropía reducida en primer lugar, ya que todos los procesos naturales que conocemos tienden a aumentar la entropía? ... El autor ha descubierto que la segunda ley tiende a aumentar su convicción de que hay un Creador que tiene la respuesta para el destino futuro del hombre y del universo”.